# Cherain
Cherain (Waals: Tcherin) is een dorp in de Belgische provincie Luxemburg en een deelgemeente van Gouvy. Tot 1 januari 1977 was het een zelfstandige gemeente. In de deelgemeente liggen nog enkele andere dorpen en gehuchten, zoals Brisy, Rettigny, Sterpigny en Vaux.

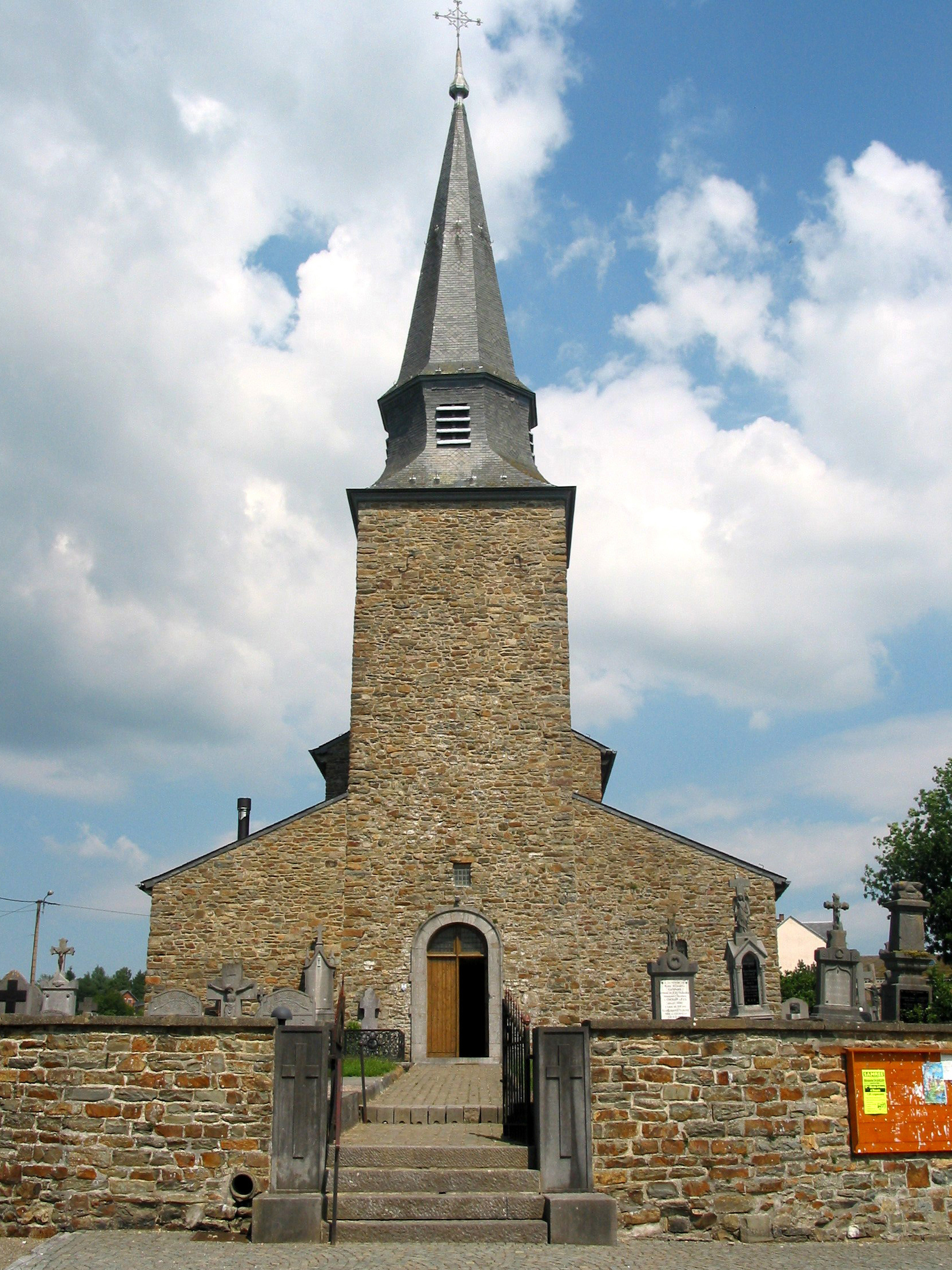
Église Saint-Vincent

Panorama Cherain

## Geschiedenis
Op het eind van het ancien régime werd Cherain een gemeente. In 1823 werden bij gemeentelijke herindelingen in Luxemburg veel kleine gemeenten samengevoegd en buurgemeente Rettigny werd bij Cherain gevoegd.

## Demografische ontwikkeling
- Bronnen:NIS, Opm:1831 tot en met 1970=volkstellingen

## Bezienswaardigheden
De Église Saint-Vincent gaat terug tot de vroege middeleeuwen. De belangrijkste bouwfasen van de huidige kerk zijn te situeren in 1694 en 1788, maar het gebouw bevat een kapel uit de 16e eeuw en een priesterkoor uit 1640. Het Maison Caprasse werd rond 1749 gebouwd in opdracht van Léonard de Hayme, de burgemeester van Luik. De woning kwam in 1818 in het bezit van de familie Caprasse.
Deelgemeenten: Beho · Bovigny · Cherain · Limerlé · Montleban

Overige dorpen: Baclain · Brisy · Cherapont · Cierreux · Courtil · Deiffelt · Gouvy · Halconreux · Hallonru · Honvelez · Langlire · Lomré · Ourthe · Renglez · Rettigny · Rogery · Sterpigny · Steinbach · Vaux · Wathermal

Belgische gemeenten · Arrondissement Bastenaken · Luxemburg · Wallonië